# Cyril Huze
Cyril Huze is een Amerikaans merk van motorfietsen.
De bedrijfsnaam is: Cyril Huze Absolute Customs, Boca Raton, Florida.
Cyril Huze is een van de vele Amerikaanse cruiserfabrikanten. Cyril Huze is een Amerikaans bedrijf dat cruisers bouwt op basis van Harley-Davidsons. Hij geeft zijn producten exotische namen als "High Octane", "Chetaaah" en "Glamour Girl".